# Georg Hermes (teolog)
Georg Hermes, född den 22 april 1775 i Dreierwalde i Westfalen, död den 26 maj 1831 i Bonn, var en tysk romersk-katolsk teolog.
Hermes blev teologie professor 1807 i Münster och 1820 i Bonn. Han blev här ledare för en för en tid mycket inflytelserik teologisk skola, som så småningom blev allenarådande vid fakulteten i Bonn och som även vid andra katolska läroanstalter räknade många anhängare. Även av de kyrkliga myndigheterna, särskilt den i kyrkopolitiskt hänseende liberale ärkebiskop Spiegel i Köln, rönte hans riktning, vars åskådning av dem betraktades som fullt ortodox, uppmuntran och stöd.
Efter Hermes död publicerades emellertid 1835 ett påvligt brev, i vilket hans åskådning fördömdes som kättersk. Hermes anhängare, de så kallade hermesianerna, sökte nu ställa sig på den ståndpunkten, att de väl erkände den sakliga riktigheten av alla den påvliga skrivelsens satser, men bestred, att Hermes lära drabbades av detta; förkastelsedomen över denna måste bero på, att påven av Hermes personliga fiender förts bakom ljuset.
Hermes, vars system finns framställt i hans Philosophische Einleitung in die christkatholische Theologie (1819, 2:a upplagan 1831–34), Positive Einleitung in die christkatholische Theologie (1829; 2:a upplagan 1831) och det postumt utgivna arbetet Christkatholische Dogmatik (3 band, 1834–36), hade också själv uttryckligen betygat sin anslutning till alla den katolska kyrkans dogmer. Men det resonemang, varmed han sökt uppvisa dessas sanning, bar alltigenom den Wolffska rationalismens prägel – "man kan ej tro något annat än vad man av förnuftsgrunder insett vara sant" – och härigenom hade utan tvivel också den verkliga innebörden i många av de enskilda lärosatserna förskjutits.
Vid tiden för Hermes framträdande hade flertalet katolska teologer stått på en liknande ståndpunkt; häri hade emellertid senare en vändning inträtt, samtidigt med att på det kyrkopolitiska området den reaktionära ultramontana riktningen vunnit ökad makt. Härav förklaras påvens uppträdande. Försöken från hermesianerna, med Braun och Elvenich i spetsen, att få förkastelsedomen upphävd, strandade fullständigt; flera av dem avsattes slutligen från sina ämbeten.